# Kidian Diallo
Kidian Diallo (Niéna, Sudán francés, 1 de enero de 1944) es un exfutbolista y entrenador de fútbol de Malí que jugaba en la posición de centrocampista.

## Carrera

### Club
| Periodo   | Club           |
| --------- | -------------- |
| 1963–1966 | Djoliba AC     |
| 1966–1972 | AS Real Bamako |

### Selección nacional
Jugó para Malí en 33 ocasiones de 1965 a 1973, participó en la Copa Africana de Naciones 1972 y ganó la medalla de plata en los Juegos Panafricanos de 1965.

### Entrenador
Dirigió a la selección nacional de 1982 a 1989.

## Logros
- Primera División de Malí (2): 1966, 1969
- Copa de Malí (4): 1965, 1967, 1968, 1969